# Nicci French

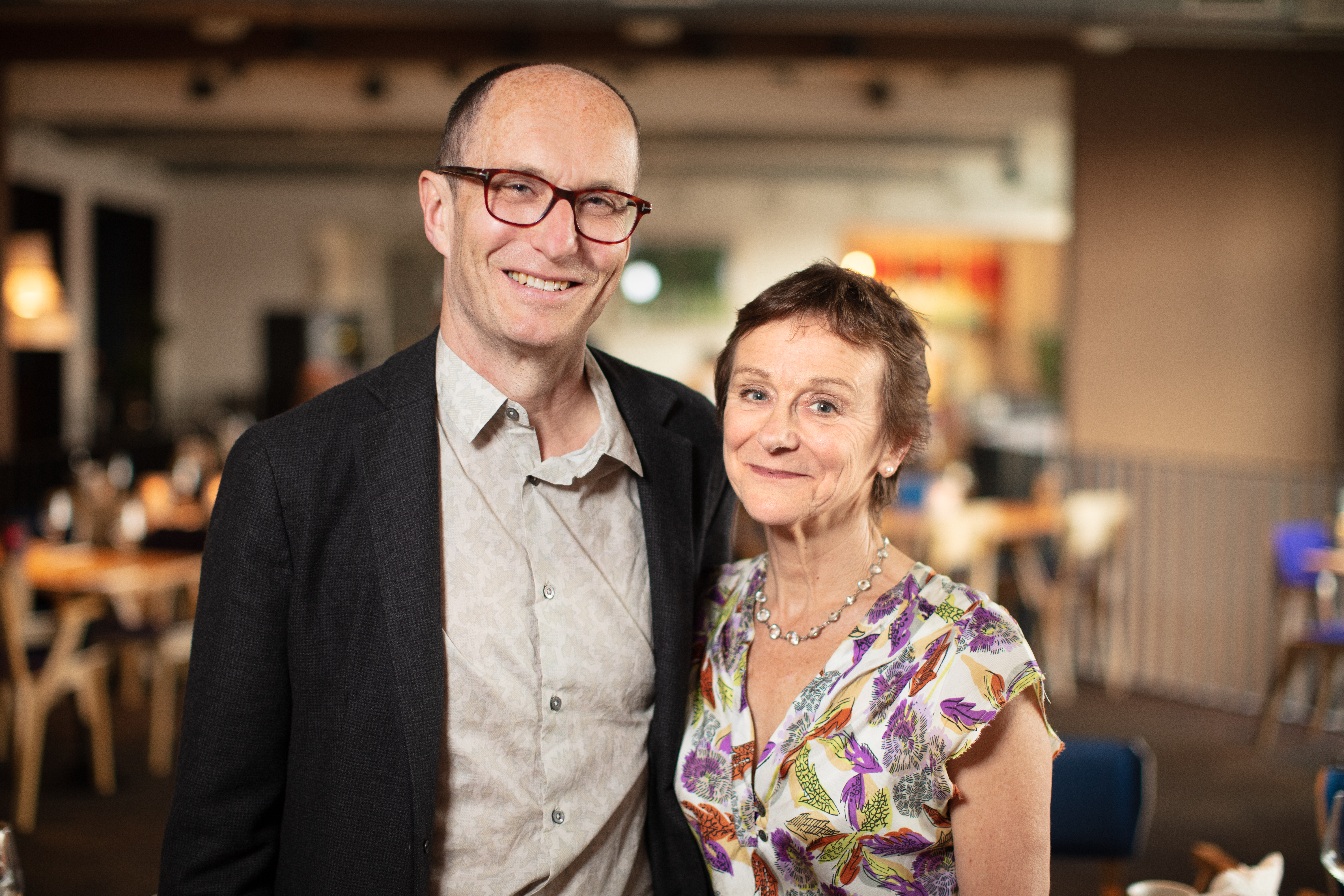
Sean French och Nicci Gerrard 2018.

Nicci French är en pseudonym för två brittiska författare och journalister, Nicci Gerrard (1958-) och Sean French (1959-), som skriver tillsammans. De skriver psykologiska thrillers. De är gifta.

## Böcker översatta till svenska
- Du tillhör mig, 2000 (Killing Me Softly), översättning: Line Ahrland
- Tryggare kan ingen vara, 2001 (The Safe House), översättning: Carla Wiberg
- Nära dig, 2002 (Beneath the Skin), översättning: Carla Wiberg
- Det röda rummet, 2003 (The Red Room), översättning: Carla Wiberg
- De levandes rike, 2004 (Land of the Living (2003)), översättning: Carla Wiberg
- Och så log han, 2005 (Secret Smile), översättning: Carla Wiberg
- Var är min dotter?, 2007 (Losing You), översättning: Marianne Mattsson
- Att dö två gånger, 2010 (Catch Me When I Fall), översättning: Marianne Mattsson

## Filmatiseringar
- 2002 Killing Me Softly (film), långfilm
- 2002 The Safe House, TV-film
- 2005 Beneath the Skin, TV-film
- 2005 Secret Smile, TV-film